# 北内越村
北内越村（きたうてつむら）は秋田県由利郡にあった村。現在の由利本荘市中部、国道105号沿線にあたる。

## 地理
- 山：御岳、仏洞山、東光山、笹森山、黒森山
- 河川：芋川

## 歴史

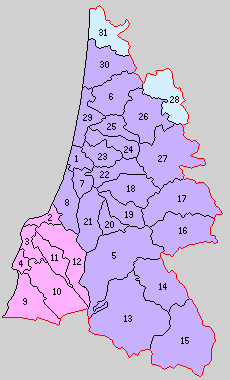
24.北内越村 （紫：現・由利本荘市）

- 1889年（明治22年）4月1日 - 町村制の施行により、内越村、中館村、赤田村、内黒瀬村、深沢村の区域をもって発足。
- 1954年（昭和29年）3月31日 - 本荘町に編入。同日北内越村廃止。本荘町は即日市制施行して本荘市となる。
- 1955年（昭和30年）8月10日 - 本荘市のうち旧村域の一部（中館・深沢および赤田字境目・新境目・川原の上）が岩谷村に編入。

## 交通

### 鉄道路線
村域を羽越本線が通過するが、駅は所在しなかった。

### 道路
現在は旧村域を日本海東北自動車道が通過するが、当時は未開通。